# De nakomer
De nakomer is een roman van de Nederlandse schrijver Maarten 't Hart. Het boek kwam in 1996 uit bij de uitgeverij De Arbeiderspers.
Het boek volgt een aantal episodes uit het leven van Roemer Simon Minderhout, een apotheker, die lang na de Tweede Wereldoorlog wordt beschuldigd van het verraden van een aantal verzetsstrijders aan de bezetter.

## Verhaal
Simon is een nakomertje. Zijn moeder, Neletta, is een 46-jarige weduwe met drie kinderen. Ze laat zich overhalen om te trouwen met de veel jongere Jacob Minderhout. Uit het huwelijk wordt in 1914 zeer onverwacht nog een tweeling geboren. Het eerste jongetje overlijdt bij de geboorte. Simon zijn vader is een enigszins excentrieke gemeenteambtenaar Jacob die in Anloo gemeentesecretaris kan worden in de nasleep van de Spaanse griep. In Anloo komt Simon in aanraking met meisjes en hij maakt de dood mee van zijn vriendje Coenraad Galema. De laatste wil stoer doen en drinkt uit een bierflesje. Het flesje blijkt een dodelijk landbouwgif te bevatten. Als Simon naar het gymnasium gaat krijgt hij zijn eerste zoen van Sieberig Quanjer op het Ballooërveld. Simon wil wijsbegeerte studeren, maar zijn oom Herbert, een apotheker, haalt hem over farmacie te studeren om later zijn apotheek over te nemen. Herbert betaalt daartoe ook zijn studie. In Leiden studeert Simon af als apotheker, maar zijn filosofiestudie strandt op een gevaarlijke scriptie.
Tijdens zijn studie ontmoet Simon het winkelmeisje Ditta Krouwel. Ze worden verliefd, maar Ditta verbreekt uiteindelijk de relatie als Roemer weigert over trouwen te praten.
Het verhaal maakt nu een sprong naar mei 1940. Simon is inmiddels apotheker in Maassluis geworden. Zijn moeder is overleden en zijn vader komt regelmatig naar Maassluis om zijn zoon op te zoeken. Op 10 mei 1940 valt nazi-Duitsland Nederland binnen. Simon ziet Duitse parachutisten landen. Simon is woedend over de inval. Hij wil iets doen en organiseert voor een aantal Joodse vrienden passage op een logger die naar Engeland wil gaan. De Duitsers onderscheppen de logger echter bij de Doggersbank en brengen het schip tot zinken. Voor Simon is dit gelijk het einde van zijn idee om in het verzet te gaan. Hij wordt uitgesloten door de bevolking van Maassluis. Men is van mening dat de apotheker maar een rare snijboon is die zich verheven voelt boven de gemiddelde inwoner van Maassluis. Minderhout is geen kerkganger en tot overmaat van de ramp raakt hij bevriend met een Duitser. Deze Duitser is een officier, een hartpatiënt, die net als Simon van de muziek van Mendelssohn houdt. Muziek die in het Derde Rijk is verboden. Tijdens het schaatsen raakt Simon verliefd op een meisje, Hillegonda. Het meisje haalt later in de apotheek medicijnen. Ze doet geheimzinnig en Simon denkt dat ze voor het verzet werkt. Nadat ze een keer samen een verrukkelijke nacht hebben doorgebracht, volgt hij haar maandenlang in Schiedam. Vrienden van Hillegonda zien hem steeds opduiken. Ze zien hem aan voor een verrader en slaan hem ten slotte in elkaar.
De volgende sprong in de tijd is naar de jaren negentig van de twintigste eeuw. Simon is nu tachtig. Tijdens een van zijn wandelingen wordt hij ingesloten door een groep motorrijders. Een van hen eist tienduizend gulden van Simon. Als hij het geld niet geeft zal de jongen iets bekendmaken over Simon en de oorlog. Simon is zich van geen kwaad bewust. Niet lang daarna leest hij in een buurtkrant over "Simon M.", een verrader uit de Tweede Wereldoorlog. Simon krijgt weer last van hartritmestoornissen, die verergeren als zijn foto enige dagen later opduikt in het Rotterdams Nieuwsblad, naast een paginagroot artikel over 'zijn verraad'. Hij duikt enkele weken onder bij Aäron Oberstein, een gepensioneerde joodse dirigent, die op het huis past van zijn schoonzoon Alexander Goudveyl en dochter Joanna. Het is duidelijk komkommertijd en de media storten zich op het verhaal van 'de verrader van Maassluis'. Al snel blijkt dat hij ervan verdacht wordt een verzetsgroep uit Schiedam aan de Duitsers te hebben verraden. Het zijn dezelfde jongens die hem in de oorlog in elkaar sloegen toen hij hen volgde. Plotseling krijgt Simon de meest vreemde verwijten naar zijn hoofd geslingerd. De media duiken allerlei 'getuigen' op die weten te melden dat hij een verrader was, een raar figuur, en iemand die sympathiseerde met de Duitsers. Uiteindelijk blijkt alles een mediahype. Hillegonda leeft nog en heeft haar mond voorbij gepraat op een verjaardagsfeestje. De jongen met de motor is haar kleinzoon en oma heeft het verhaal doorverteld aan een journalist om zo de chantagepoging te blokkeren. Hillegonda dacht echt dat Simon haar verzetsgroep verraden had. Maar ondanks deze ontknoping moet Simon leven met het feit dat hij gebrandmerkt is als verrader. De saaie waarheid wordt niet door iedereen geloofd.

## Opzet van het boek
De roman bestaat uit drie delen:
1. Roemer
2. De Nettenboetster
3. De beschuldiging

'Roemer' speelt van 1914 tot 1938, 'De nettenboetster' speelt van 1940 tot en met 1944 en het laatste deel speelt in 1994.

## Achtergrond
Het boek laat zien hoe media een verhaal zo kunnen opkloppen dat niemand meer in staat is de waarheid te achterhalen. Een gewone man die probeert een verzetsdaad te plegen wordt uiteindelijk verdacht van verraad van een verzetsgroep. Mensen geven aan onschuldige zaken, plotseling een sinistere betekenis. Als Simon tijdens de oorlog mensen na een foutief Engels bombardement medische hulp biedt en daarbij hulpt krijgt van Duitse soldaten, wordt dit breed uitgemeten als bewijs van verraad. Een sarcastische opmerking van Simon als de Duitse parachutisten landen, wordt uitgelegd als bijval voor de Duitse inval in Nederland. Maarten 't Hart heeft zelf het nodige te stellen gehad met aandacht van de media. Zijn optreden in vrouwenkleding tijdens het Boekenbal veroorzaakte veel negatieve publiciteit. In 2007 sprak hij zich uit voor de vrijlating van de verpleegkundige Lucia de Berk die was veroordeeld voor moord op een zuigeling en andere ziekenhuispatiënten. Volgens Maarten 't Hart was hier sprake van een soort heksenproces waarbij heel Nederland overtuigd was van de schuld in de zaak-Lucia de Berk, terwijl er geen hard bewijs was, alleen statistiek en veronderstellingen. Er zijn parallellen tussen het eerdere verhaal over Simon en de latere veroordelingen van Lucia de Berk, totdat haar uiteindelijke vrijspraak volgde. Beiden zijn, volgens 't Hart, veroordeeld op basis van zwak bewijsmateriaal en opgeklopte mediaberichten.

## Voetnoot
1. ↑  Zijn vader schrijft hem in als: "Roemer Simon Minderhout", maar behalve zijn vader noemt iedereen hem Simon.
2. ↑  De jodenhaat in de Duitse wijsbegeerte.
3. ↑  Aäron was een van de zeven vluchtelingen uit 1940 op de door Simon Minderhout gehuurde maar door Duitsers opgeblazen haringlogger, zoals reeds beschreven in het boek: Het woeden der gehele wereld.
4. ↑  Simon is tachtig jaar.